# Josef Clasen
Josef Clasen, auch Joseph Clasen (* 1868 in Düsseldorf; † 1892 ebenda), war ein deutscher Maler und Zeichner der Düsseldorfer Schule.

## Leben
Josef Clasen wurde als Sohn des Malers und Grafikers Carl Clasen in Düsseldorf geboren. Sein Großonkel war der Historienmaler und Publizist Lorenz Clasen. Ab 1885 besuchte Josef Clasen die Kunstakademie Düsseldorf. Dort war er Schüler von Heinrich Lauenstein (Elementarklasse), Adolf Schill (Klasse für Ornament und Dekoration) sowie Peter Janssen dem Älteren (Antiken und Naturklasse, Meisterklasse). Seine Lehrer, die ihn als „Figurenmaler“ führten, beurteilten seine Leistungen als „sehr gut“. Laut Schülerlisten der Kunstakademie Düsseldorf war er bereits 1890 „vielfach durch Krankheit behindert“.
Ein kleiner Fundus seiner Arbeiten, darunter die Zeichnung eines Selbstporträts aus dem Jahr 1888, kam in jüngerer Zeit im Nachlass seines Vaters Carl Clasen, der von der Familie unter Verschluss gehalten worden war, zu Tage.